# アラリンホルン
アラリンホルン（独：Allalinhorn）は、スイスヴァレー州のペニン・アルプス（ワリス・アルプス）にある山。同州のザースフェーの西側に位置する。ドーム山やナーデルホルン、テッシュホルン、レンツシュピッツェなどと共に、ミシャベル山群を形成している。
ミッテルアラリン(Mittelallalin)に向かうメトロ・アルピン(Metro Alpin)の乗り場が北西斜面にある。メトロ・アルピンによってアルプスの4000m級の山に容易にアクセスできるようになった。